# Jodis argentilineata
Jodis argentilineata là một loài bướm đêm trong họ Geometridae.